# A Família de Filipe V
A família de Filipe V é um óleo sobre tela do artista francês Louis-Michel van Loo, concluída em 1743. Possui representações em tamanho real de Filipe V de Espanha e sua família. A pintura retrata a família real em uma sala fictícia e está no estilo da arte barroca e rococó francesa.

## Personagens
1. Mariana Vitória de Espanha, Princesa do Brasil (1718-1781), futura rainha de Portugal.
2. Maria Bárbara de Portugal, Princesa das Astúrias (1711-1758), futura rainha da Espanha.
3. Infante Fernando, Príncipe das Astúrias (1713-1759), futuro rei da Espanha.
4. Rei Filipe V (1683-1746)
5. Cardeal Infante Luís de Espanha (1727-1785), futuro Conde de Chinchón.
6. Rainha Isabel (1692-1766)
7. Infante Filipe de Espanha (1720-1765), futuro Duque de Parma.
8. Luísa Isabel da França (1720-1765), futura Duquesa de Parma.
9. Infanta Maria Teresa (1726-1746), futura Delfina da França.
10. Infanta Maria Antônia (1729-1785), futura rainha da Sardenha.
11. Maria Amália da Saxônia (1724-1760), futura rainha da Espanha.
12. Carlos, Rei de Nápoles (1716-1788), futuro Rei da Espanha.
13. Infanta Isabel (1741-1763), futura Arquiduquesa da Áustria.
14. Maria Isabel de Nápoles e Sicília (1743-1749), morreu na infância.